# Opharus euripides
Opharus euripides är en fjärilsart som beskrevs av Druce 1900. Opharus euripides ingår i släktet Opharus och familjen björnspinnare. Inga underarter finns listade.